# Dan Lekberg
Dan Lekberg född 1945 i Karlskoga, är en svensk målare, tecknare och grafiker.
Han har deltagit i samlingsutställningar på bland annat Liljevalchs vårsalong 1968, Unga tecknare på Nationalmuseum 1972 och 1973, Acht Schwedische Grafiker i Dortmund 1984, Nutida svensk grafik på Galerie Jansen & Bäumler i Amsterdam 1991. Tillsammans med Jonas Nilsson och Eva Olsson ställde han ut på Bridgewater Art Centre, Bridgewater, England 2000 och med Lars Agger och Kelvin Sommer deltog han i utställningen Utflykter anordnad av Konstfrämjandet i Örebro 2003. Separat har han bland annat ställt ut på Lilla konstsalongen i Malmö 1975, Norrtälje konsthall 1987, Värmlands museum 1990, Arvika konsthall 1993, Rackstadmuseet Arvika 1996 och La Chapelle des Pénitents Blancs, St. Martin de Castillion, Frankrike 2002.
Hans konst består av teckningar och grafiska blad med djurstudier, växter och porträtt av människor.
Han har tilldelats ett flertal statliga arbetsstipendier och första pris av Västsvenska tecknare 1979 samt Thor Fagerqvist-stipendiet.
Lekberg är representerad på Örebro läns museum, Norrköpings konstmuseum, Malmö museum, Värmlands museum, Göteborgs konstmuseum, Strängnäs museum , Örebro läns landsting och vid Statens Konstråd.